# The Rifles (Band)
The Rifles sind eine vierköpfige englische Indie-Rock-Band aus London. Ihr Stil wird von The Clash und dem Britpop der 1990er geprägt, allerdings geben sie auf ihrer Myspace-Seite eine Reihe weiterer Einflüsse an. 

## Geschichte
Alle vier Gründungsmitglieder stammen aus London. Sänger Joel Stoker und Bassist Rob Pyne kommen aus dem nordöstlichen Stadtteil Walthamstow, Schlagzeuger Grant Marsh ebenso aus dem Nordosten Londons, aus Chingford, und Gitarrist Lucas Crowther aus dem zentral gelegenen Kentish Town. Sie machen seit 2003 zusammen Musik, ihr erstes Konzert fand im Januar 2004 im ausverkauften Bull&Gate-Club in London statt. Schnell gelang nicht zuletzt wegen der Debüt-Single Peace & Quiet der Durchbruch. Sie wurde von den BBC Radio One-DJs Zane Low und Steve Lamacq auf Heavy Rotation gesetzt und von Ex-Blur-Gitarrist Graham Coxon war zu hören, The Rifles seien seine Lieblingsband.
Mit solchen Meriten ausgestattet wurde Ian Broudie auf die Gruppe aufmerksam und bot an, das Debütalbum für The Rifles zu produzieren. Das Angebot wurde angenommen und am 17. Juli 2006 erschien ihr Debütalbum No Love Lost auf dem bandeigenen Label Right Hook Recordings in England. Am 26. Januar 2009 erschien das Nachfolgealbum Great Escape.
Am 17. Oktober 2010 wurde bekannt, dass Schlagzeuger Grant Marsh und Bassist Rob Pyne die Band verlassen hatten. Das dritte Studioalbum der Rifles, Freedom Run, erschien am 16. September 2011.

## Diskografie

### Alben und EPs
- 2006: No Love Lost
- 2007: Live at Shepherds Bush Empire (Live-EP mit Aufnahmen des Konzerts vom 4. Oktober 2007, auf 1000 Stück limitiert)
- 2008: Great Escape (EP)
- 2009: Great Escape
- 2010: Acoustic#1 (7 alte und 4 neue Titel, veröffentlicht auf der Europa-Tournee 2010/11)
- 2011: Freedom Run
- 2014: None the Wiser
- 2016: Big Life

### Singles
- 2005: When I'm Alone
- 2005: Local Boy
- 2006: Repeated Offender
- 2006: She's Got Standards
- 2006: Peace & Quiet
- 2007: No Love Lost
- 2007: Talking
- 2008: I Could Never Lie
- 2008: The Great Escape
- 2009: Fall to Sorrow
- 2011: Tangled Up in Love